# III Narodowy Zlot Harcerzy
III Narodowy Zlot Harcerzy w Warszawie – zlot harcerski, zorganizowany przez Organizację Harcerzy ZHR w dniach 28 lipca - 2 sierpnia 2004 roku w Warszawie, z okazji 60. rocznicy powstania warszawskiego, w Parku Skaryszewskim. 

## Miasteczko zlotowe
Miasteczko zlotowe zlokalizowano na wyspie, zagospodarowując cały jej teren. Główne wejście na teren znajdowało się od strony al. Waszyngtona (wjazd po grobli), gdzie harcerze z gniazda Wielkopolskiego zbudowali główną bramę Zlotową. Dla potrzeb zlotu zbudowano jeden most łączący gniazda zlotowe z blokiem sanitarnym zlokalizowanym za Jeziorkiem Kamionkowskim. Teren boiska zagospodarowano na plac apelowy. Gniazda zlotowe znajdowały się z tyłu za placem apelowym od strony jeziorka Kamionkowskiego. W zagłębieniu na tyłach harcerze z Gniazda Małopolskiego wznieśli kaplicę Zlotową pod kierunkiem architekta phm. Piotra Turkiewicza i O. phm. Piotra Szaro OFM Cap. Stołówka została wzniesiona w centralnej części wyspy, wzdłuż chodnika przecinającego wyspę do mostku od strony ul. Kinowej, a poniżej od al. Waszyngtona kino polowe, gdzie wyświetlano filmy o tematyce powstańczej. Sztab z wiatą odpraw zlokalizowano w centrum, w najwyższym punkcie: między gniazdami, kaplicą zlotową, stołówkami i placem apelowym. Zaplecze zaś znajdowało się na terenie wyspy od strony skrzyżowania ul. Kinowej i al.Waszyngtona.

## Goście Zlotowi
- Jego Eminencja Ksiądz Prymas Józef Glemp
- ks. prałat, hm. Zdzisław Peszkowski
- Wiceprezydent Miasta Stołecznego Warszawy Władysław Stasiak

## Uczestnicy
Zlot zgromadził przeszło 800 zuchów, harcerzy, wędrowników, harcerzy starszych i instruktorów ZHR.
W zlocie wzięły udział reprezentacje SHK Zawisza.

## Komenda Zlotu
Komendantem zlotu był hm. Konrad Obrębski.

## Program
W trakcie trwania Zlotu wydawano codzienną gazetę "Biuletyn Informacyjny", która swoim tytułem nawiązywała do konspiracyjnego czasopisma wydawanego w Warszawie w okresie 1939–1945. Jego 6 numerów dokumentowało wydarzenia zlotowe.

## Wyniki rywalizacji
W kategorii gromad zuchowych:
1. miejsce: 1 Gromada Zuchowa z Murowanej Gośliny

W kategorii zastępów zastępowych:
1. miejsce: Zastęp Zastępowych "Zastęp Ognia" 19 Krakowska Lotnicza Drużyna Harcerzy "Orli Szaniec"
2. miejsce: Zastęp Zastępowych 32 Mazowieckiej Drużyny Harcerzy "Orkan" im. Batalionu "Parasol"
3. miejsce: Zastęp Zastępowych 40 Krakowskiej Drużyny Harcerzy "Barykada"